# Forn La Mallorquina
Forn La Mallorquina es troba a l’avinguda del Gran i General consell, núm. 12, Palma, Mallorca, cantonada amb el carrer del 31 de Desembre. L’establiment ocupa els baixos d’un edifici modernista, construït el 1914, Villa Juana. Edifici que compta amb finestres que s’han adaptat com a mostradors. A l’interior del local, hi ha un taulell en forma de L.

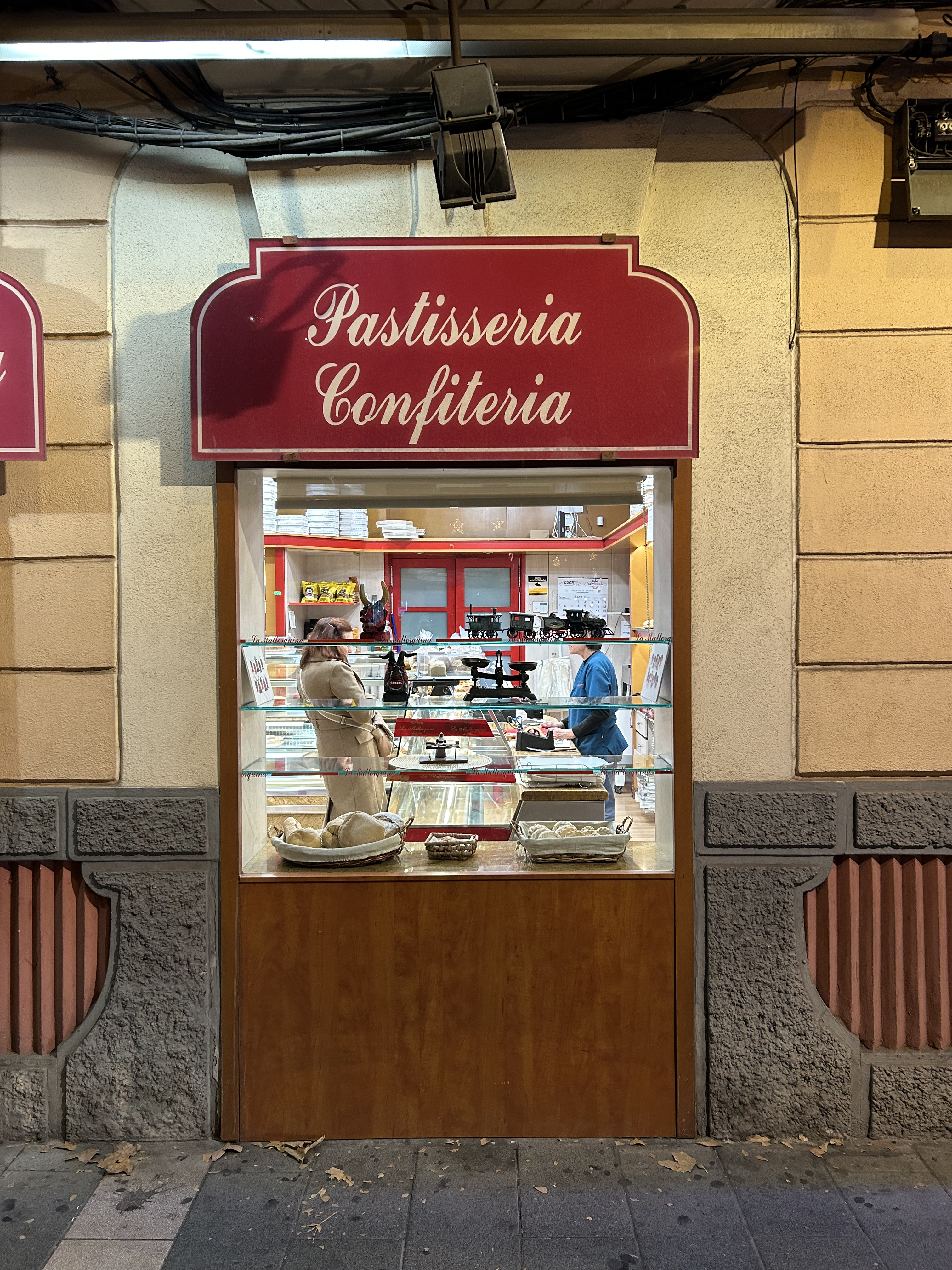
Mostrador del Forn La Mallorquina

Antònia Vila hi traslladà el forn, l’any 1918, amb el nom actual. Era antiga propietària del forn La Virreina, ja desaparegut, ubicat als baixos del Teatre Principal.
És un negoci familiar, que des del 2008 està regentat per les germanes Vanessa i Lara Cirer. Són la quarta generació que despatxa ensaïmades, una de les especialitats del forn, juntament amb altres productes tradicionals mallorquins: panades de pasta dolça i salada, cocarrois, crespells, rubiols…
El negoci sempre ha estat regentat per dones, tret de la tercera generació. A  Antònia Vila la succeí la seva filla Catalina Mas i, a ella, el seu fill Joan Cirer, pare de Vanessa i Lara Cirer. La mort prematura i inesperada, el 2008, va fer que les germanes Cirer agafessin el negoci de molt joves.
El 24 de juliol de 2024 (resolució núm. 7460, Ajuntament de Palma) el manté com a Comerç Emblemàtic (categoria 1A) en l'aprovació del Catàleg d'establiments emblemàtics de 2024, en què fou inscrit el 2018.